# L'indifferente (Watteau)
L'indifferente è un dipinto di Antoine Watteau, eseguito nel 1717 con la tecnica dell'olio su tela.
L'opera è stata messa in relazione con la novella L'indifferente di Marcel Proust.

## Storia
Il dipinto entrò nel 1869 al Louvre dopo aver fatto parte della collezione di Louis La Caze.

## Descrizione
Il soggetto ritratto è un giovane uomo con vestiti luccicanti, abbozzante un passo di danza, ma il titolo dell'opera rimane un mistero: potrebbe riferirsi all'atmosfera ambigua emanata da un incantatore che dissimula le sue intenzioni usando gli artifici della commedia umana. Egli indossa un abito di raso blu molto chiaro, calze rosa e scarpe giallo-rosa, un mantello rosso foderato di blu sul braccio destro, un cappello celeste con un fiocco rosa. Sullo sfondo si hanno alcuni alberi, verso sinistra, mentre a destra si vede il sole tramontare.
L'ambiguità dell'indifferenza galante era un tema tipico nella Francia del re Luigi XV. Intorno al 1732, quindici anni dopo la creazione del dipinto, la ballerina-coreografa Marie Sallé e la cantante Marie Pélissier, disgustate dalla freddezza degli uomini, avrebbero formato una coppia lesbica: si sa comunque per certo che le due fondarono l'Ordine degli Indifferenti, i cui membri ricevevano un compenso di dieci luigi dopo aver pronunciato un giuramento col quale si impegnavano a reprimere le passioni.